# مرشحة كاباليرونية صلبة
مرشحة كاباليرونية صلبة (الاسم العلمي: Burkholderia rigidae) هي نوع من البكتيريا، سلبية الغرام، تتبع جنس البيركهولدرية.